# Kenyonia pulcherrima
Kenyonia pulcherrima is een slakkensoort uit de familie van de Conidae. De wetenschappelijke naam van de soort is voor het eerst geldig gepubliceerd in 1896 door Brazier.